# ديف روبرتس (صحفي)
ديف روبرتس (بالإنجليزية: Dave Roberts)‏ هو صحفي أمريكي، ولد في 14 فبراير 1936 في بوفالو في الولايات المتحدة.

## وصلات خارجية
- ديف روبرتس على موقع IMDb (الإنجليزية)
- ديف روبرتس على موقع قاعدة بيانات الفيلم (الإنجليزية)